# Katholische Volkspartei der Schweiz
Die Katholische Volkspartei der Schweiz ist eine an der katholischen Soziallehre orientierte Schweizer Partei.
Sie wurde am 26. November 1994 unter dem Namen «Christlich-konservative Volkspartei» (CKP) in Zürich gegründet. Der deutschsprachige Name wurde 1995 in «Katholische Volkspartei» geändert. Die Parteimitglieder setzen sich aus ehemaligen Mitgliedern der Christlichdemokratischen Volkspartei (CVP), die von 1894 bis 1912 selbst Katholische Volkspartei hiess, und zuvor parteiungebundenen Christen zusammen.
Die KVP politisiert gemäss der katholischen Soziallehre. Eine Hauptgrundlage ihrer Politik ist das Naturrecht. Darum versteht sie sich als christlich-wertbeständige soziale Partei mit Respekt vor der Schöpfung. Ihre Kernthemen sind Leben, Familie, Armut und die Religionspolitik. Die KVP war bis 2008/2009 in den Kantonen Aargau, Luzern, St. Gallen, Thurgau und Zürich vertreten. Im Rahmen der Auseinandersetzungen zur Volksinitiative «Gegen den Bau von Minaretten» beschloss die Partei die Nein-Parole. Dies brachte ihr einen Mitgliederverlust von rund einem Drittel ein. Seit 2009 sind die ehemaligen kantonalen Sektionen in Geschäftsstellen umgewandelt.

## Wahlergebnisse
Die KVP trat zwischen 1995 und 2007 zu den Wahlen für den Schweizer Nationalrat an. Sie präsentierte bei allen vier Wahlen einen Wahlvorschlag im Kanton Thurgau, 1995 und 2007 auch im Kanton Aargau, 2003 und 2007 im Kanton St. Gallen. Die KVP war dabei jeweils weit davon entfernt, einen Sitz zu gewinnen; sie kam nie über 2000 Stimmen oder einen Wähleranteil von einem Promille hinaus.
Stimmen und Wähleranteil der KVP bei den Nationalratswahlen auf schweizerischer und kantonaler Ebene:
| Jahr | Schweiz (%) | Schweiz (%) | Aargau          | Aargau          | St. Gallen      | St. Gallen      | Thurgau | Thurgau |
| ---- | ----------- | ----------- | --------------- | --------------- | --------------- | --------------- | ------- | ------- |
| 1995 | 1'810       | 0,10 %      | 976             | 0,7 %           | keine Teilnahme | keine Teilnahme | 842     | 1,4 %   |
| 1999 | 569         | 0,03 %      | keine Teilnahme | keine Teilnahme | keine Teilnahme | keine Teilnahme | 569     | 0,9 %   |
| 2003 | 937         | 0,04 %      | keine Teilnahme | keine Teilnahme | 511             | 0,4 %           | 426     | 0,7 %   |
| 2007 | 1'102       | 0,05 %      | 525             | 0, 3 %          | 525             | 0,2 %           | 265     | 0,4 %   |

Für Kantonsparlamente kandidierte die KVP 1996 im Kanton Thurgau (0,6 %), 1997 im Aargau (0,3 %) und 2004 erneut im Thurgau sowie im Kanton St. Gallen (in beiden Kantonen je 0,1 %).

## Weblink
- Website der KVP